# Horní Mísečky
Horní Mísečky (německy Ober Schüsselbauden) jsou nejvýše položená horská osada v Krkonoších. Po správní stránce spadají pod Vítkovice. Byly vystavěny na svazích Medvědína v nadmořské výšce 1000 metrů. Nachází se na sever od Vítkovic a na západ od Špindlerova Mlýna.

## Historie
První horská bouda zde byla postavena v roce 1642. V počátcích své existence zde bydleli hlavně němečtí dřevaři a horníci. V polovině 20. století se tu prováděl rudný průzkum a ještě dnes tu jsou patrné zbytky hald hlušiny. V současné době slouží objekty v Horních Mísečkách hlavně k rekreaci.

## Přístupnost
Se Špindlerovým Mlýnem spojuje osadu lanová dráha Medvědín. Na začátku Horních Míseček končí silnice II/286 z Jilemnice, na kterou navazuje Masarykova horská silnice vedoucí až na Zlaté návrší s Vrbatovou boudou. Dále zde končí trasa NS Prameny Labe. Osadou prochází také trojice cyklotras – K1A (z Dolních Míseček na Špindlerův Mlýn), K12 (ze Špindlerova Mlýna na Třídomí u Labské) a K13 (na Vrbatovou boudu). Turisté se sem mohou dostat buď červenou turistickou značkou z Medvědína na Harrachovu skálu či Pec pod Sněžkou, nebo žlutě značenou turistickou stezkou od Dolních Míseček na Vrbatovo návrší.
Z Prahy sem jezdí každý den pravidelná autobusová linka.